# Stade Sugathadasa
Le Stade Sugathadasa (en singhalais : සුගතදාස ක්‍රිඩාංගණය, et en tamoul : சுகததாஸ விளையாட்டரங்கம்), est un stade omnisports srilankais (principalement utilisé pour le football) situé à Bloemendhal, quartier de la ville de Colombo, la capitale du pays.
Le stade, doté de 25 000 places et inauguré en 1962, sert d'enceinte à domicile aux équipes de football du Colombo Football Club et du Renown Sports Club (servant également de stade officiel à l'équipe du Sri Lanka de football), à l'équipe du Sri Lanka de rugby à XV, ainsi qu'à l'équipe de football américain des Lions de Colombo.
Il porte le nom de Vithana Arachchige Sugathadasa, maire de la ville de Colombo entre 1956 et 1957 puis entre 1963 et 1965, et premier ministre des sports du pays, qui fit don du terrain pour sa construction.

## Histoire
La construction du stade débute le 16 janvier 1957 pour un chantier de cinq ans. Il ouvre ses portes en 1962. Le stade est inauguré le 16 décembre 1962,.
En 1989 a lieu une première rénovation de la piste d'athlétisme.
En 1991, un stade fermé par un dôme est construit sur le site par la compagnie japonaise Mitsui pour les Jeux sud-asiatiques de 1991.
En 1996, la piste d'athlétisme est à nouveau rénovée.
Les Championnats d'Asie d'athlétisme 2002 se déroulent principalement au Stade Sugathadasa.
Les Jeux sud-asiatiques de 2006 se tiennent également au stade.
La majorité des rencontres de l'AFC Challenge Cup 2010 ont lieu au Stade Sugathadasa.
En 2012, en plus de la 3e rénovation de la piste,, l'équipe de football américain des Colombo Lions élue domicile au stade pour disputer la saison 2012-13 championnat d'Inde de football américain.
En son sein existe également un hôtel.

## Événements

### Événements sportifs
- Jeux sud-asiatiques : 1991 & 2006
- Championnats d'Asie d'athlétisme 2002 : 2002
- AFC Challenge Cup : 2010

### Événements culturels
- Cérémonie de l'International Indian Film Academy Awards : 2010